# Десу Сінґх
Десу Буда Сінґх (д/н — 1715) — середньовічний сикхський військовий діяч.

## Життєпис
Походив з одного з джатських кланів. При народженні звався Баба Ладхаджі. Відомий тим, що крав худобу. Пізніше вирішив загладити свої провини, в 1692 р. пішов до Анандпуру, де прийняв пахул (посвячення) від гуру Ґобінда. У 1699 вступив у хальсу (сикхську громаду) під ім'ям Десу Сінґха.
Збудував для своєї родини під Гуджранвалою х=утір під назвою Сукар Чак («Мале селище»). Відзначився у війнах з моголами при Ґобінді і Банді Сінґхі. Отримав у боях до 40 поранень. Загинув у 1715 році під час оборони Гурдаспура. Його землі успадкували сини Нодх і Чанда.